# Jan Wilsgaard
Jan Wilsgaard (* 23. Januar 1930 in New York City; † 6. August 2016 in der Gemeinde Kungsbacka, Schweden) war ein norwegischer Autodesigner, der über vier Jahrzehnte und zahlreiche Baureihen hinweg den Fahrzeugen des schwedischen Automobilherstellers Volvo ein unverwechselbares Aussehen gab. Im Jahr 1950 wechselte der Bildhauer und Innenarchitekt direkt von der Kunsthochschule in Göteborg zu Volvo und stieg schon bald zum Leiter der Designabteilung auf.

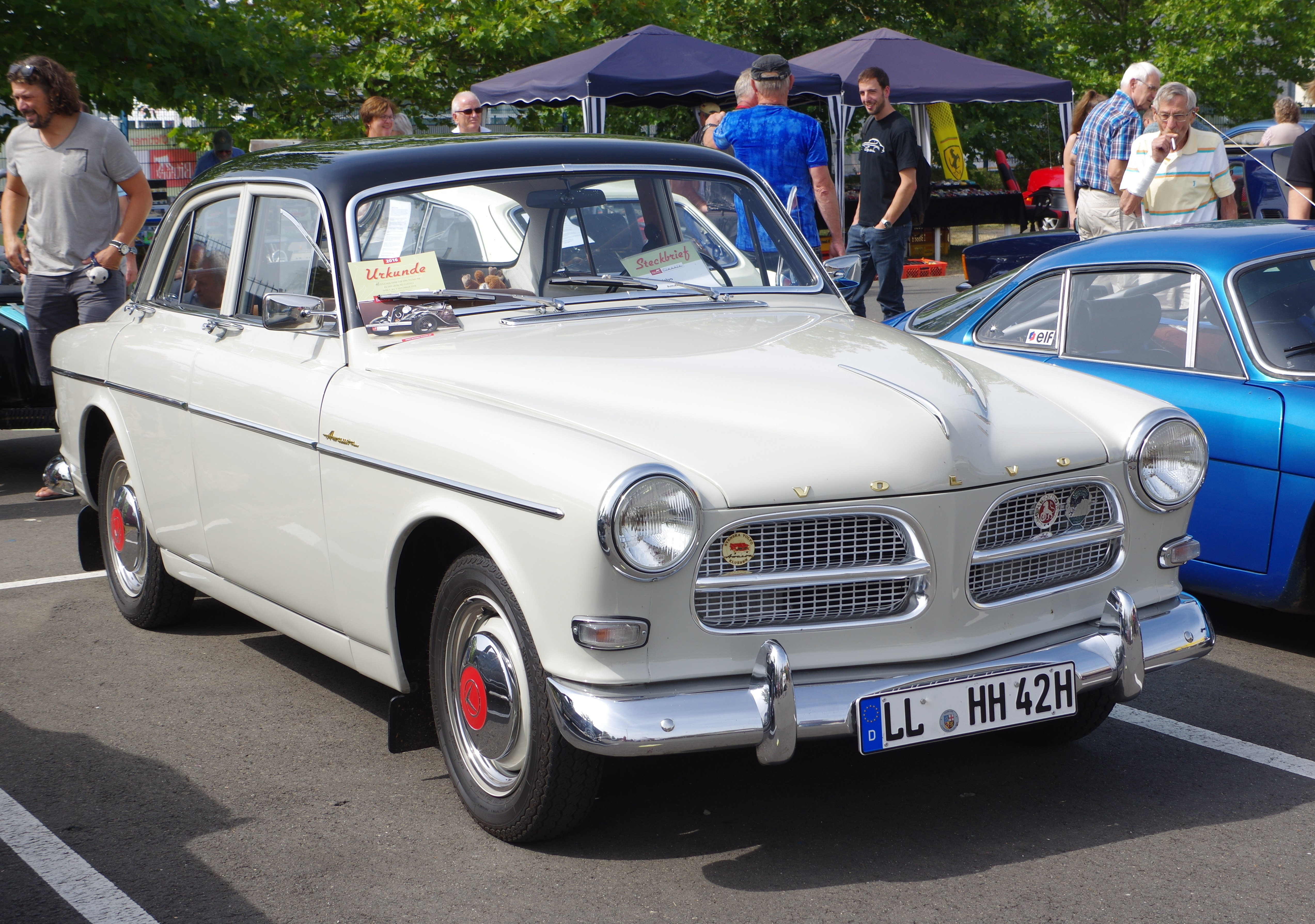
Volvo Amazon

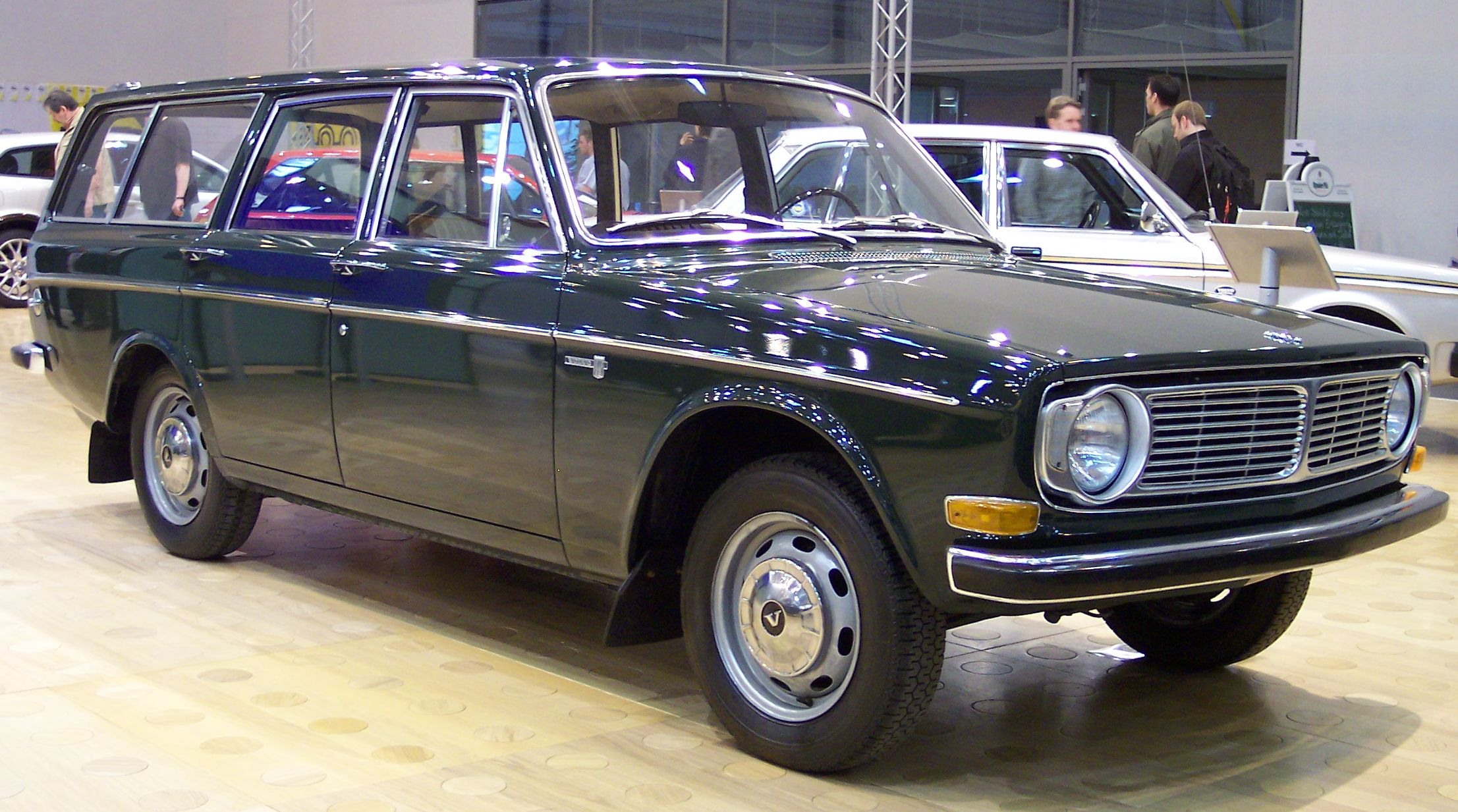
Volvo 140 Kombi („145“)

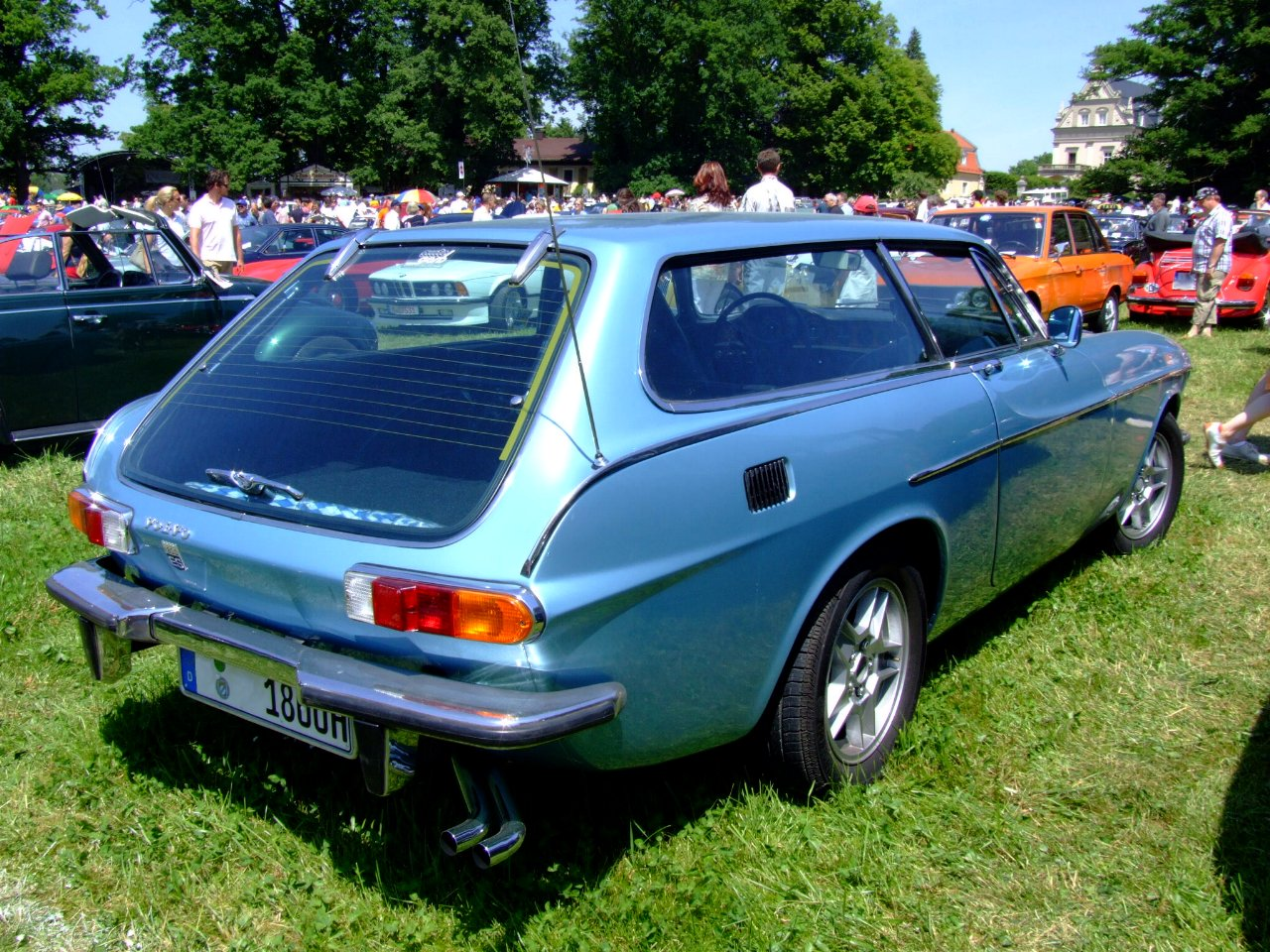
Volvo P1800 ES

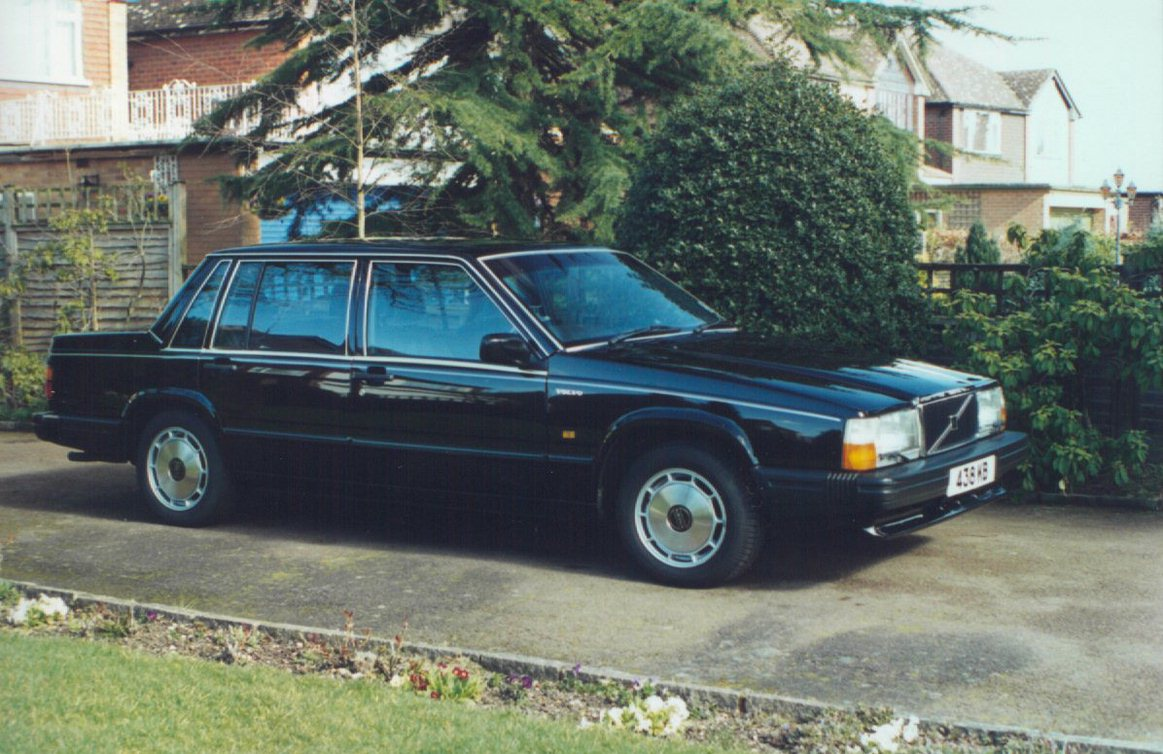
Volvo 740GLE

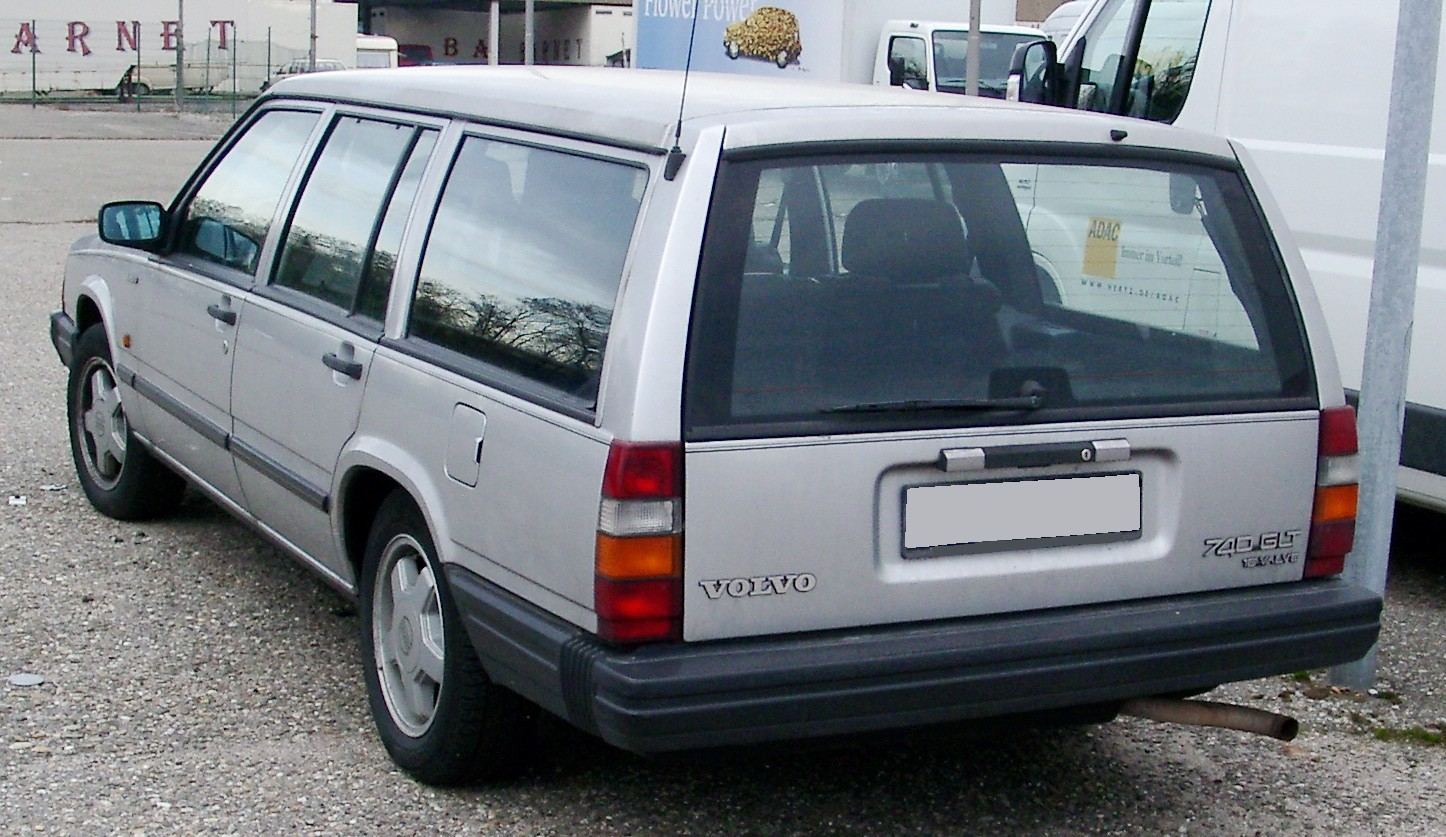
Volvo 740 Kombi (Heckansicht)

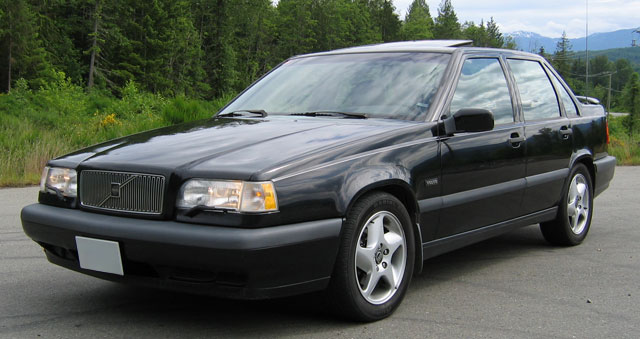
Volvo 850 Turbo

Bereits am Amazon wirkte der Designer mit. Er ließ sich von italienischen, britischen und amerikanischen Autodesignern inspirieren. Den Amazon kritisierte Assar Gabrielsson, einer der beiden Begründer von Volvo, als viel zu hübsch: „Das Auto sieht aus wie ein Pin-Up-Girl, ist viel zu hübsch. [...] Es sollte häßlicher sein.“
Viele Fans empfinden den Volvo 164 als besonderen Höhepunkt im Schaffen des Designers. Wichtiger aber scheint vor allem der Volvo 140. In dieser Serie wurden die Grundlagen der Volvo-Designlinie bis letztlich in die 1990er Jahre hinein gelegt. Hier entstanden die „Schulter“ der Volvo-Karosserien und der „lächelnde“ Rahmen, ein Rechteck mit runden Kanten, das sich nach unten hin verjüngt und besonders prägnant bei der Chromeinfassung der Lampen in der Front der 140er Baureihe zum Vorschein kommt. Beide Grundformen finden sich bis in die 200er Baureihe hinein (Volvo 240, Volvo 260), wobei die „Schulter“ in den neuen Modellen, z. B. beim Volvo V70, wieder aufgegriffen worden ist.
Heiß diskutiert wurde die Kombi-Variante des Volvo P1800, die auf zwei Entwürfe Wilsgaards aus dem Jahr 1967 zurückgeht: einen konservativ geschnittenen „Jagdwagen“ und einen sehr stylishen „Rocket“. Beide Entwürfe sind gekennzeichnet durch ein langes Kombiheck mit durchgehender Seitenscheibe. Gebaut wurde letztlich der preiswertere „Jagdwagen“, der von der Öffentlichkeit als eindrucksvoll, aber eher merkwürdig und verrückt empfunden wurde. Merkwürdigerweise geriet der Wagen zu einem Prestige-Erfolg, der Volvo wieder in das Premium-Segment brachte, in dem man vor dem Zweiten Weltkrieg zuhause gewesen war. Diese „ES“ genannte Variante des P1800, besser bekannt als „Schneewittchensarg“, wurde trotz lediglich zwei Produktionsjahren mit 8077 Einheiten ein Verkaufserfolg. Der Typ wurde aufgrund von neuen Sicherheitsvorschriften in den USA – dem Hauptabsatzmarkt des P1800 – eingestellt. Nachdem Volvo das Auslaufen der Produktion bekannt gegeben hatte, war die restliche Produktion binnen weniger Wochen ausverkauft.
Das Volvo Design der 1970er und 1980er Jahre wurde oft als zu eckig, zu rechtwinklig kritisiert. Kritiker schufen den Begriff „boxiness“, der bald als Synonym für Volvo-Design benutzt wurde. Gerne bezeichnete man Volvos auch als „swedish bricks“ („schwedische Backsteine“). Aber gerade diese „boxiness“ kreierte so etwas wie eine virtuelle Design-Ikone, die übrigens dem Geschmack eines der wichtigsten Märkte, der USA, vollkommen entsprach. Schließlich strahlt das kantige, massiv und solide wirkende Design der Fahrzeuge einen wichtigen Wert der Marke aus: Sicherheit.
Für Wilsgaard stand stets Funktionalität und Einfachheit im Vordergrund: „Das Funktionelle ist oft das Schöne. Man folgt den Gesetzen der Natur und macht die Dinge nicht komplizierter, als sie wirklich sind. Funktionelle und vernünftige Lösungen sind oft die attraktivsten.“ Diese Grundsätze zeigen sich auch an der 700er Serie und an der 900er Serie, dort vor allem am Kombi. Die viel kritisierten rechten Winkel und das nahezu senkrecht abfallende Heck sorgten für ein Ladevolumen, das bis heute seinesgleichen sucht.
Das Volvo-Design war aber nie ausschließlich das Resultat von Wilsgaards Entwürfen allein. Volvo unterhielt Designabteilungen an drei Standorten und legte Wert darauf, dass internationale Trends, die sich mit der grundlegenden Designlinie im Einklang befanden, aufgegriffen wurden. Damit war das Unternehmen in der Lage, seine Fahrzeuge überall in der Welt in gleichem Design anzubieten – und auch erfolgreich zu verkaufen.
1991 wurde Wilsgaard vom Briten Peter Horbury abgelöst.